# Joshua Ward

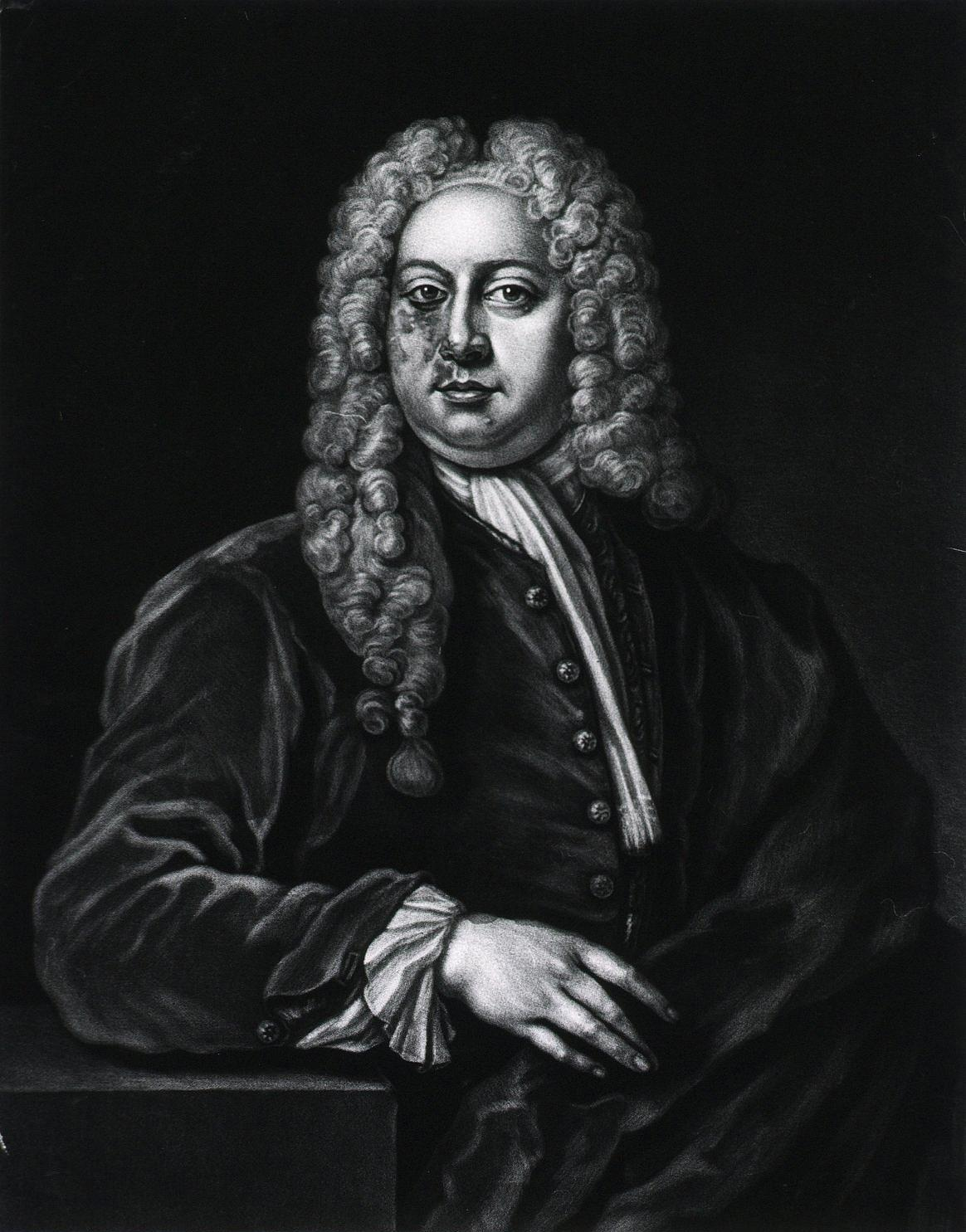
Joshua Ward.

Joshua Ward (1685 – Londra, 21 dicembre 1761) è stato un medico inglese.

## Biografia
Le informazioni sulla giovinezza di Joshua Ward sono poche e incerte. Conosciuto anche come Spot Ward a causa di una macchia cutanea che gli copriva parte del viso, in gioventù lavorò probabilmente con suo fratello William a Londra, dove avrebbe acquisito una certa esperienza nella preparazione di farmaci e composti. Nel 1715 dovette trasferirsi in Francia, forse a causa delle sue simpatie verso la causa giacobita e la sua avversione nei confronti del regnante Casato di Hannover.
Nel 1725 venne citato in giudizio dalla vedova di John Sheffield, primo duca di Buckingham e Normanby, e venne condannato per truffa. Tuttavia, essendo all'estero, sfuggì alla condanna. Durante la sua permanenza in Francia ideò alcuni farmaci, noti come Ward's Pill (in inglese, "pillola di Ward")  e Ward's Drop ("goccia di Ward"), composti principalmente da sostanze come acido nitrico, mercurio, antimonio e cloruro d'ammonio, i cui effetti sui pazienti erano spesso letali. Nonostante ciò, Ward li spacciava come farmaci quasi miracolosi, in grado di guarire qualsiasi male.
Graziato dal re Giorgio II dalla condanna per truffa, Ward tornò a Londra nel 1734 e divenne famoso dopo essere riuscito a curare con successo un dito del sovrano.  Continuò a commercializzare le medicine di sua invenzione e acquistò tre case vicino al St. James's Park, le fece diventare un ospedale per i poveri e istituì un ricovero nei pressi di Threadneedle Street, nel centro della città.
La vendita dei suoi farmaci scatenò accese polemiche e Ward fu accusato di essere un ciarlatano, ma, nonostante ciò, non perse il favore della nobiltà di Londra. Morì nel 1761 e venne sepolto nell'abbazia di Westminster. Le sue medicine, dopo la sua morte, caddero presto in disuso. Una sua statua, realizzata da Agostino Carlini, è conservata presso il Victoria and Albert Museum. Joshua Ward, nel 1736, venne ritratto da William Hogarth fra i medici-ciarlatani nell'incisione The Company of Undertakers.